# Kochając ciebie
Kochając Ciebie (ang. Loving You) – amerykański film z 1957 roku w reżyserii Hala Kantera. Główne role grają w nim Elvis Presley, Lizabeth Scott oraz Wendell Corey. Jest to drugi film Presleya (czarno biały), ale pierwszy w którym wystąpił w głównej roli. Film opowiada w sposób fabularny historię kariery Elvisa Presleya który gra samego siebie. W finałowej scenie pojawiają się także rodzice Elvisa Gladys Presley (matka) oraz Vernon Presley (ojciec), jako widzowie na scenie podczas wykonywania piosenki „Got A Lot Of Livin' To Do.” Po śmierci swojej matki, Presley już nigdy nie zechciał obejrzeć tego filmu ponownie.

## Obsada
- Elvis Presley: Jimmy Tompkins (Deke Rivers)
- Lizabeth Scott: Glenda Markle
- Wendell Corey: Walter „Tex” Warner
- Dolores Hart: Susan Jessup
- James Gleason: Carl Meade
- Ralph Dumke: Jim Tallman

## Fabuła
Elvis Presley gra postać Deke Riversa, dostawcy który zostaje odkryty przez dziennikarkę Glendę Markle (grana przez Lizabeth Scott) oraz muzyka country Texa Warnera (grany przez Wendella Coreya). Deke jest młodym, przystojnym, normalnym chłopakiem posiadającym szybki samochód oraz biorącym udział w bójkach. To co go odróżnia od reszty jego rówieśników to jego głos oraz charyzma. Pewnego dnia zostaje zauważony gdy śpiewa a wieść o tym szybko rozchodzi się w małym miasteczku w którym pracuje. Markle oraz Warner, wierząc w jego potencjał, starają się wypromować talent chłopaka.

## Produkcja
W pierwszym filmie Presleya, Kochaj mnie czule, grał on rolę będącą częścią pewnej historii. Kochając Ciebie to drugi film z jego udziałem, a jednocześnie pierwszy z serii filmów opowiadających historię kariery i powstawania sławy młodej, śpiewającej gwiazdy oraz skutków tej sławy dla samego Elvisa i jego otoczenia.

## Ścieżka dźwiękowa
Loving You jest trzecim albumem sygnowanym nazwiskiem Elvisa Presleya, wydanym przez wydawnictwo RCA Victor w formacie monofonicznym. Album jest oznaczony numerem katalogowym LPM 1515 i został wydany w lipcu 1957. Dokładna data, która widnieje w zestawieniach 1 lipca, jest niepotwierdzona. Sam album zawiera kombinację piosenek nagranych na potrzeby filmu o tym samym tytule, podczas sesji nagraniowej która miała miejsce w dniach 15-18 stycznia w studio wytwórni Paramount Pictures, oraz w dniach 12,13,19,23 i 24 stycznia w studio Radio Recorders w Hollywood. Ta sesja nagraniowa była pierwszą w której Steve Sholes jest wymieniony jako oficjalny producent. Album spędził dziesięć tygodni na pozycji numer jeden na liście przebojów Billboard Top Pop Albums.

## Skład
- Elvis Presley – śpiew, gitara
- Scotty Moore – gitara
- Tiny Timbrell – gitara
- Dudley Brooks – pianino
- Gordon Stoker – pianino
- Hoyt Hawkins – pianino, organy
- Bill Black – gitara basowa
- D.J. Fontana – perkusja
- The Jordanaires – chórki
- George Fields – harmonijka ustna

## Lista utworów
| Utwór | Data nagrania | Tytuł                                   | Autor                               | Czas trwania |
| ----- | ------------- | --------------------------------------- | ----------------------------------- | ------------ |
| 1.    | 13.01.1957    | Mean Woman Blues                        | Claude Demetrius                    | 2:15         |
| 2.    | 24.01.1957    | (Let Me Be Your) Teddy Bear             | Kal Mann i Bernie Lowe              | 1:45         |
| 3.    | 24.02.1957    | Loving You                              | Jerry Leiber i Mike Stoller         | 2:12         |
| 4.    | 12.01.1957    | Got A Lot O' Livin' to Do               | Aaron Schroeder i Ben Weisman       | 2:31         |
| 5.    | 15-18.01.1957 | Lonesome Cowboy                         | Sid Tepper i Roy C. Bennett         | 3:07         |
| 6.    | 15-18.01.1957 | Hot Dog                                 | Jerry Leiber i Mike Stoller         | 1:17         |
| 7.    | 22.01.1957    | Party                                   | Jessie Mae Robinson                 | 1:26         |
| 8.    | 19.01.1957    | Blueberry Hill                          | Vincent Rose, Al Lewis, Larry Stock | 2:39         |
| 9.    | 23.02.1957    | True Love                               | Cole Porter                         | 2:05         |
| 10.   | 23.02.1957    | Don't Leave Me Now                      | Aaron Schroeder i Ben Weisman       | 1:58         |
| 11.   | 19.01.1957    | Have I Told You Lately That I Love You? | Johnny Russell and Scott Wiseman    | 2:31         |
| 12.   | 23.02.1957    | I Need You So                           | Ivory Joe Hunter                    | 2:37         |